# Кідіппа (наречена Аконтія)
Кіді́ппа (дав.-гр. Κυδίππη) — персонаж давньогрецької міфології, дівчина з острова Кеос. У неї закохався красень Аконтій, який у Делосі під час свята на честь Артеміди вирізав на яблуці слова «Присягаюсь Артемідою, що стану дружиною Аконтія» і кинув його в ноги дівчині. Кідіппа прочитала їх вголос і, отже, принесла присягу богині. Не здогадуючись про це, вона зі зневагою розглядала Аконтія. Її батько, теж не знаючи про те, що вона дала присягу, захотів її віддати заміж за іншого. Як тільки він об'явив дочці про своє рішення, вона тяжко захворіла. Він ще двічі їй об'являв про своє рішення і знову вона захворювала. Тоді батько вирушив в Дельфи і отримав роз'яснення від місцевого оракула, що це відбувається через гнів Артеміди за невиконану присягу дівчини. Батько Кідіппи тоді розшукав Аконтія і зрештою одружив його з Кідіппою.
Вперше цей міф описав Каллімах у поемі, від якої залишилися лише фрагменти. Овідій ввів його у два зі своїх героїдів XX і XXI. Багато письменників звертались до цього міфу, описуючи головних героїв під різними іменами.